# Seznam županov Občine Brežice
Seznam županov Občine Brežice.
...
- Gvidon Srebre (1919–), prvi slovenski župan[1]

...
- Nace Poljanšek

...
- Miroslav Kambič, predsednik Skupščine občine Brežice
- Stanislav Ilc, predsednik Skupščine občine Brežice, leta 2014 postal častni občan Občine Brežice[2]
- Ivan Tomše, prvi predsednik Skupščine občine Brežice po demokratičnih spremembah v Sloveniji
- Teodor Oršanič (1991 – 1994), predsednik Skupščine občine Brežice[3]
- Jože Avšič (1994 – 1998), v letih 1996–2004 je bil tudi poslanec Državnega zbora[4]
- Vladislav Deržič (1998 – 16. december 2002)[5]
- Andrej Vizjak (17. december 2002 – 3. december 2004), župan do imenovanja ministra za gospodarstvo, v letih 2000–2004 in 2008–2015 je bil tudi poslanec Državnega zbora
- Ivan Molan (1. april 2005 –)[6]